# Vacherauville
Vacherauville – miejscowość i gmina we Francji, w regionie Grand Est, w departamencie Moza.
Według danych na rok 1990 gminę zamieszkiwały 144 osoby, a gęstość zaludnienia wynosiła 20 osób/km² (wśród 2335 gmin Lotaryngii Vacherauville plasuje się na 901. miejscu pod względem liczby ludności, natomiast pod względem powierzchni na miejscu 815.).